# Rodrigo Lemos
Rodrigo Javier Lemos Rosende (ur. 3 października 1973 w Las Piedras) – urugwajski piłkarz występujący na pozycji pomocnika.

## Kariera klubowa
Lemos karierę rozpoczynał w 1993 roku w zespole Club Nacional. W 1995 roku, a także w 1996 roku wywalczył z nim wicemistrzostwo Urugwaju. W 1998 roku odszedł do chińskiego Tianjin Teda. W 1999 roku wrócił jednak do Urugwaju, gdzie został graczem Bella Visty. Spędził tam 3 sezony.
Na początku 2002 roku Lemos wyjechał do Meksyku, gdzie grał w zespołach Pumas UNAM, Lagartos de Tabasco oraz Tiburones Rojos. W 2005 roku odszedł do chilijskiego Audax Italiano. Jednak jeszcze w tym samym roku powrócił do Urugwaju. Występował tam kolejno w drużynach Liverpool Montevideo, Rentistas, Peñarol Flores, Liverpool de Canelones oraz Juventud Las Piedras. W 2011 roku zakończył karierę.

## Kariera reprezentacyjna
W reprezentacji Urugwaju Lemos zadebiutował w 1996 roku. W 2001 roku został powołany do kadry na turniej Copa América. Zagrał na nim w meczach z Boliwią (1:0), Kostaryką (1:1), Hondurasem (0:1), ponownie z Kostaryką (2:1, gol), Meksykiem (1:2) i ponownie z Hondurasem (2:2, 4:5 w rzutach karnych). Tamten turniej Urugwaj zakończył na 4. miejscu.
W latach 1996–2001 w drużynie narodowej Lemos rozegrał łącznie 8 spotkań i zdobył 1 bramkę.